# In a Silent Way
In a Silent Way — студийный альбом американского джазового трубача, композитора и бэнд-лидера Майлза Дэвиса, выпущенный 30 июля 1969 года на лейбле Columbia Records. Продюсером альбома выступил Тео Масеро, альбом был записан всего за одну сессию 18 февраля 1969 года на студии CBS 30th Street Studio в Нью-Йорке. Альбом был отмечен началом «электронного» периода Дэвиса и считается его первой пластинкой в стиле джаз-фьюжн.

## Рецензии
| Оценки критиков                 | Оценки критиков |
| Источник                        | Оценка          |
| ------------------------------- | --------------- |
| AllMusic                        | [ 4 ]           |
| Encyclopedia of Popular Music   | [ 5 ]           |
| Musichound Jazz                 | 5/5             |
| The Penguin Guide to Jazz       | [ 7 ]           |
| The Rolling Stone Album Guide   | [ 8 ]           |
| Rolling Stone Jazz Record Guide | [ 9 ]           |
| Sputnikmusic                    | 5/5             |
| Uncut                           | [ 11 ]          |

## Список композиций
| №  | Название          | Автор(ы)    | Длительность |
| -- | ----------------- | ----------- | ------------ |
| 1. | «Shhh»/«Peaceful» | Майлз Дэвис | 18:16        |

- «Shhh» — 6:14
- «Peaceful» — 5:42
- «Shhh» — 6:20

| №  | Название                                 | Автор(ы)                                                        | Длительность |
| -- | ---------------------------------------- | --------------------------------------------------------------- | ------------ |
| 2. | «In a Silent Way»/«It’s About That Time» | Джо Завинул («In a Silent Way»), Дэвис («It’s About That Time») | 19:52        |

- «In a Silent Way» — 4:11
- «It’s About That Time» — 11:27
- «In a Silent Way» — 4:14

## Хит-парады
| Хит-парад (1969)                     | Высшая позиция |
| ------------------------------------ | -------------- |
| U.S. Billboard Top LPs               | 134            |
| U.S. Billboard Best-Selling Jazz LPs | 3              |
| U.S. Billboard Best-Selling Soul LPs | 40             |

## Участники записи
Согласно оригинальным заметкам к альбому 1969 года.

### Музыканты
- Майлз Дэвис — труба
- Уэйн Шортер — сопрано-саксофон
- Джон Маклафлин — гитара
- Чик Кориа — электропианино
- Херби Хэнкок — электропианино
- Джо Завинул — электропианино, орган
- Дейв Холланд — бас-гитара
- Тони Уильямс — ударные

### Производство
- Тео Масеро — продюсер
- Stan Tonkel — звукоинженер
- Krieg Wunderlich — мастеринг
- Shawn R. Britton — ассистент
- Lee Friedlander — обложка
- John G. Walter — фотография на обратной стороне обложки[14]
- Frank Glenn — заметки на обратной стороне обложки

## Доп. ссылки
- «Jazz Annual: Miles Davis/Tony Williams» by Robert Christgau
- «Electric Miles: A Look at the In a Silent Way and On the Corner Sessions» by Victor Svorinich